# Specjalny Wyczegodski Oddział Ochotniczy
Specjalny Wyczegodski Oddział Ochotniczy (ros. Особый Вычегорский добровольческий отряд) – ochotniczy oddział wojskowy Białych podczas wojny domowej w Rosji
5 września 1919 r. został w Archangielsku sformowany Specjalny Wyczegodski Oddział Ochotniczy. Składał się z bolszewickich jeńców wojennych z Woszko-Miezenskiego i Iżmo-Peczorskiego Pułków Strzeleckich, którzy postanowili walczyć po stronie Białych. Na jego czele stanął kpt. (ppłk) N. P. Orłow. Oddział liczył początkowo ok. 185 żołnierzy, ale wkrótce rozrósł się do ok. 800 ludzi. Otrzymał zadanie wyjścia na głębokie tyły wojsk bolszewickich nad rzekę Wyczegdę, aby przeciąć ich linie komunikacyjne oraz zająć Jarensk i Kotłas, a w końcu w rejonie Uść-Sysolska nawiązać kontakt z 10 Peczorskim Pułkiem Północnym. 29 października została zdobyta wieś Ajkino, 6 listopada Jarensk, zaś 13 listopada opuszczona przez bolszewików wieś Uść-Wym. 20 listopada oddziały bolszewickie odzyskały Jarensk, wkrótce ponownie zajęty przez Białych. 28 listopada pod wsią Meżador zginął w walce ppłk N. P. Orłow.